# Stridor
A stridor egészségügyi tünet, a légzéskor hallható sípoló, hörgő hang. Akut felső vagy alsó légúti szűkületben alakul ki (pl. krupp, idegentest a légutakban, obstruktív bronchitis, asztma).